# 反思历史

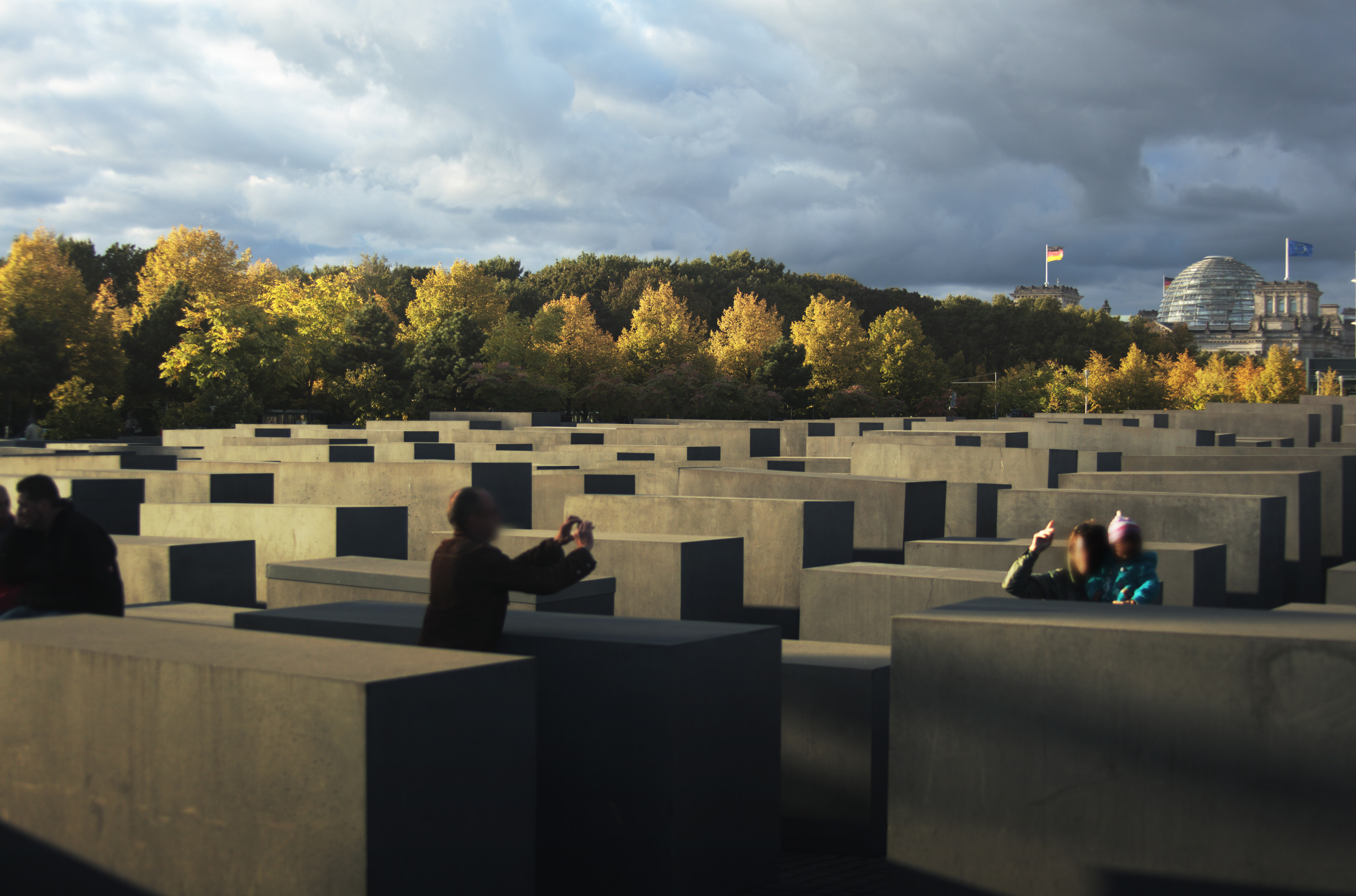
柏林市中心的大屠杀纪念碑

当代统一后的德国领土为暗灰色，两次世界大战中德国丧失的领土为黑色

反思历史（德语：Vergangenheitsbewältigung; 直译：克服过去）在德语中指的是20世纪后半叶德国文化、社会、文学研究中的一个重要历程。《杜登辞典》将“反思历史”定义为“一个国家关于近代史中有争议时期的公众讨论，在德国特指民族社会主义”。这里的“有争议”指的是可能引起诸如集体罪行之类敏感话题的创伤性事件。在德国，该词起初主要指德国人由于二战时期德国国防军的战争罪行和纳粹大屠杀所引起的尴尬和懊悔情绪。在这个意义上，该词可以指去纳粹化的心理过程。随着1989年两德统一和苏联解体，“反思历史”一词也可以指面对前共产党国家中所犯下的侵犯人权行为。